# Бульвар Рокосовського (станція метро)
55°48′52″ пн. ш. 37°44′02″ сх. д. / 55.81444° пн. ш. 37.73389° сх. д.
«Бульвар Рокосовського» (рос. Бульвар Рокоссовского), до 2014 — «Вулиця Подбєльського» (рос. Улица Подбельского), — кінцева станція Сокольницької лінії Московського метрополітену. Відкрита 1 серпня 1990.
Наступна станція на лінії — «Черкізовська». Розташована на території району «Богородське» Східного адміністративного округу Москви.

## Вестибюлі й пересадки
Станція має два виходи: південний — на Відкрите шосе і північний — на Івантеївську вулицю і 7-й проїзд Подбєльського.
- платформу МЦК  Бульвар Рокосовського
- Автобуси: 3, 75, 80, 86, 86к, 265, 327, 775, 822
- Трамваї: 2, 4л, 4п, 7, 13, 36, 46

## Технічна характеристика
Колонна трипрогінна мілкого закладення (глибина закладення — 8 м) з однією острівною прямою платформою. Споруджена за типовим проектом зі збірного залізобетону з опорою на «стіну в ґрунті». На станції два ряди по 26 залізобетонних колон. Крок колон 6,5 м.

## Колійний розвиток

Колійний розвиток станції «Бульвар Рокосовського»

Колійний розвиток станції — 8 стрілочних переводів, пошерсний з'їзд, перехресний з'їзд, 2 станційних колії для обороту та відстою рухомого складу і 2 колії для відстою рухомого складу. У оборотних тупиках розташований пункт технічного огляду.

## Оздоблення
Колони оздоблені білим мармуром, колійні стіни — металевими смугами, з яких викладений геометричний орнамент, цоколі стін покриті темним гранітом. Підлога викладена світло-сірим гранітом зі смугами з чорного та червоного мармуру.